# Pittsburgh Harlequins Rugby Football Club
Maillots
Actualités
Le Pittsburgh Harlequins est un club de rugby à XV américain créé en 1973 et basé à Pittsburgh en Pennsylvanie.